# Opština Jegunovce
Die Opština Jegunovce (mazedonisch Општина Јегуновце; albanisch Komuna e Jegunocit) ist eine der 80 Opštini im Norden Nordmazedoniens. Sie befindet sich nordöstlich von Tetovo und nordwestlich der Hauptstadt Skopje an der Grenze zum Kosovo. Gemeindesitz ist die Ortschaft Jegunovce.

## Bevölkerung
Die Volkszählung aus dem Jahr 2021 ergab für die gesamte Gemeinde Jegunovce eine Einwohnerzahl von 8.895. Davon waren 4.746 Mazedonier, 3.482 Albaner und 89 Serben.

## Verkehr
In Jegunovce befinden sich zwei Bahnhöfe: Jegunovce und Jegunovce Fabrika. Sie werden von der mazedonischen Eisenbahngesellschaft betrieben.